# Observatorio Van Vleck

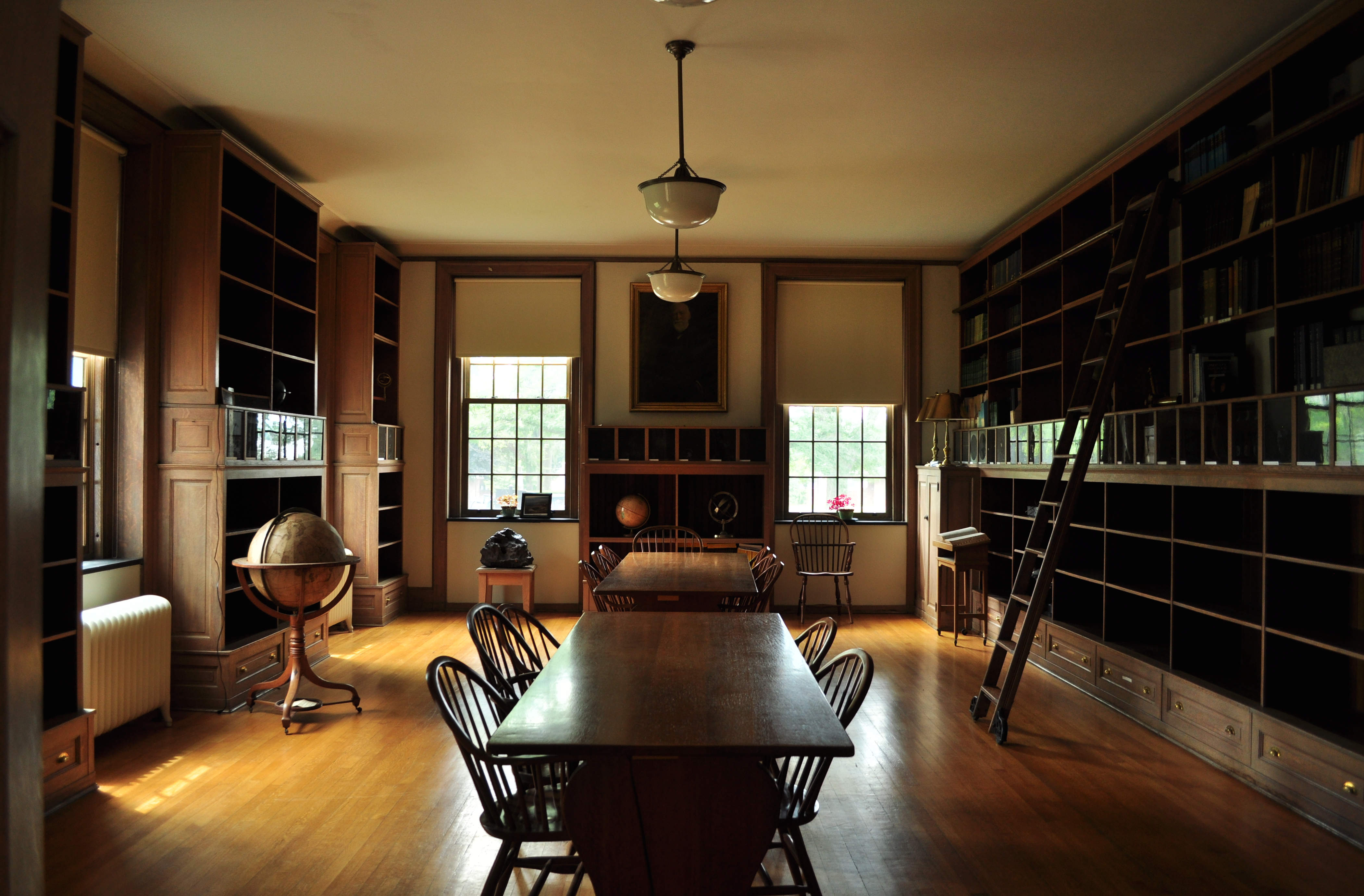
Biblioteca del Observatorio

El Observatorio Van Vleck (nombre original en inglés: Van Vleck Observatory; al que corresponden las siglas VVO; código UAI 298) es un observatorio astronómico propiedad de la Universidad Wesleyana, que también se encarga de operarlo. Construido en 1914, su nombre es un homenaje al antiguo director del Departamento de Matemáticas y Astronomía de la universidad, el profesor John Monroe Van Vleck (1833-1912). Está localizado en Middletown, Connecticut (EE. UU.). Fue diseñado y planificado por su primer director, el astrónomo Frederick Slocum.

## Telescopios
La Universidad posee tres telescopios. Los telescopios de 16 pulgadas (410 mm) y de 20 pulgadas (510 mm) son utilizados semanalmente por la comunidad universitaria y por el público en general para la observación astronómica nocturna. El tercero, un instrumento de 24 pulgadas (610 mm) denominado Telescopio Perkins, es utilizado principalmente para la investigación, incluyendo astrónomos profesionales y proyectos de tesis de estudiantes de posgrado, así como para programas de investigación departamentales. El Perkins es uno de los telescopios más grandes de Nueva Inglaterra.
La Universidad Wesleyana participa en un consorcio de universidades que operan el WIYN, un telescopio de 9 metros ubicado en el Observatorio Nacional de Kitt Peak en Arizona. El alumnado y la facultad tienen la oportunidad de disponer de tiempo operativo de este telescopio. La Universidad Wesleyana también es miembro del Consorcio de Astronomía Keck Nordeste (KNAC).

## Directores
- Frederick Slocum, 1915-1944
- Carl Leo Stearns, 1944-1960
- Thornton Leigh Page, 1960-1971
- Arthur R. Upgren, 1973-1993
- William Herbst, 1993-1999
- John Salzer, 1999-2004
- William Herbst, 2004-